# Thomas Hendricks
Pour les articles homonymes, voir Hendricks.
Thomas Andrews Hendricks, né le 7 septembre 1819 près de Zanesville (Ohio) et mort le 25 novembre 1885 à Indianapolis (Indiana), est un homme politique américain. Membre du Parti démocrate, il est représentant de l'Indiana entre 1851 et 1855, sénateur du même État entre 1863 et 1869, gouverneur du même État entre 1873 et 1877 puis vice-président des États-Unis en 1885 dans la première administration du président Grover Cleveland.

## Biographie
Thomas A. Hendricks naît le 7 septembre 1819 près de Zanesville dans l'État américain de l'Ohio, mais ses parents déménagent en Indiana en 1820. Diplômé en droit en 1841, il est admis au barreau en 1843. Il épouse Eliza C. Morgan en 1845.

### Carrière politique
Élu à la Chambre des représentants de l'Indiana en 1848, Thomas Hendricks est ensuite élu à la chambre au Congrès américain sous les couleurs du Parti démocrate en 1851. En 1854, il perd son siège. En 1860, il tente une première fois de se faire élire au poste de gouverneur de l'Indiana mais est battu. De 1863 à 1869, il exerce les fonctions de sénateur de l'Indiana au Congrès américain. Il a défendu la position démocrate pendant la guerre de Sécession et l'ère de la reconstruction et a voté contre les treizième, quatorzième et quinzième amendements à la Constitution des États-Unis. Il s’est également opposé à la reconstruction radicale et à la destitution du président Andrew Johnson En 1872, il parvient à être élu gouverneur de l'Indiana à sa troisième tentative, et exerce cette fonction jusqu'en 1877.
En 1876, Thomas Hendricks est le colistier sur le ticket démocrate mené par Samuel Tilden, mais c'est le républicain Rutherford B. Hayes qui est élu. Il est finalement élu 21e vice-président des États-Unis en 1884 avec la victoire du ticket démocrate mené par Grover Cleveland. Il entre en fonction le 4 mars 1885 mais meurt quelques mois plus tard à Indianapolis le 25 novembre 1885. Il y est enterré au cimetière de Crown Hill. Le siège de vice-président reste vacant jusqu'à l'élection présidentielle suivante, où il est pourvu par Levi Morton.